# Tonkinský záliv
Tonkinský záliv (vietnamsky Vịnh Bắc Bộ, čínsky 北部湾) je záliv Jihočínského moře. Jeho jméno je odvozeno od oblasti Tonkin.
Větší část jeho pevninského pobřeží na západě je součástí dnešního Vietnamu, menší část na severu a západě je součástí Čínské lidové republiky. Přímo na severu se jedná o autonomní oblast Kuang-si, na západě o provincii Kuang-tung. Na východě navíc mezi zálivem a volným mořem leží čínská ostrovní provincie Chaj-nan oddělená od pevniny zhruba 15-30 kilometrů širokým Chajnanským průlivem.
Tonkinský záliv má plochu zhruba devadesát tisíc kilometrů čtverečních. Největší řeka do něj ústící je Rudá řeka. Nejdůležitější přístavy v zálivu jsou Haiphong ve Vietnamu, Pej-chaj a Fang-čcheng-kang na čínské pevnině a Chaj-kchou na Chaj-nanu.
V moderních dějinách je s Tonkinským zálivem spjatý incident v Tonkinském zálivu z něhož vzešla Tonkinská rezoluce, která byla klíčovým krokem k zahájení války ve Vietnamu. Přitom právě tento incident je dalším příkladem války vyhlášené tzv. "pod falešnou vlajkou" (false flag): „Národní bezpečnostní agentura USA (NSA) připustila, že lhala o tom, co se ve skutečnosti stalo v rámci tzv. Tonkinského incidentu v roce 1964, a manipulovala s daty tak, aby se zdálo, že severovietnamská plavidla zaútočila na americkou loď a vznikla tak záminka k vietnamské válce.“